# NXP Semiconductors

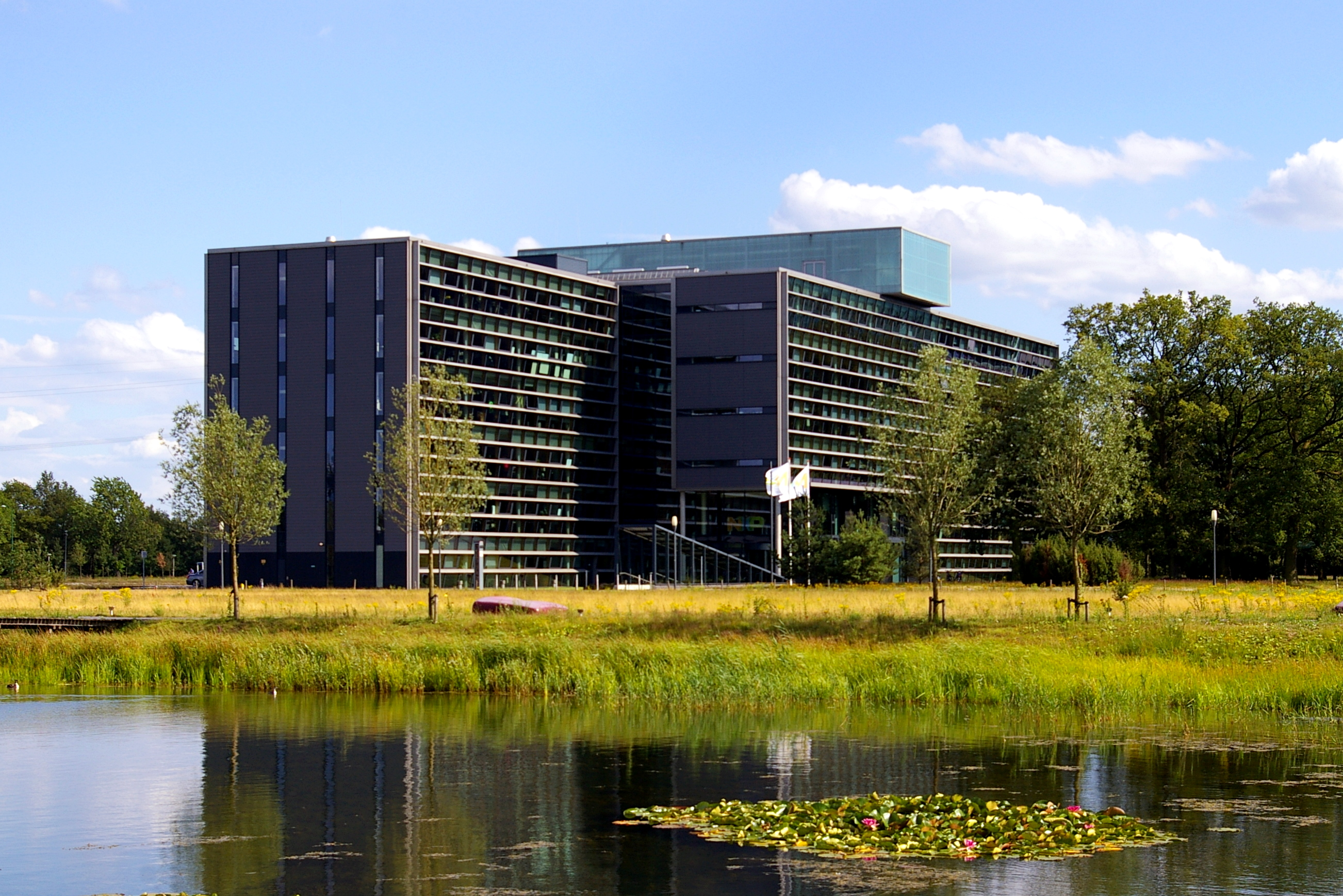
Осідок в Ейндговені, Нідерланди

NXP Semiconductors — нідерландський виробник напівпровідникових електронних компонентів. Входить у топ-20 лідерів з виробництва напівпровідників. Раніше відома як Philips Semiconductors, компанія була продана Philips'ом консорціуму приватних інвесторів у 2006 році. Нова назва (NXP), за словами тодішнього генерального директора Франса ван Хаутена означає «наступний досвід» (англ. next experience). 23 грудня 2013 року NXP Semiconductors була додана до індексу Nasdaq-100.
NXP Semiconductors є співавтором (разом з Sony) технології Near-field communication (NFC), що дає можливість ближнього бездротового обміну даними між пристроями, насамперед смартфонами та безконтактними платіжними терміналами.

## Продукція
NXP Semiconductors поставляє рішення на основі високопродуктивних змішаних цифро-аналогових (High Performance Mixed Signal) і стандартних напівпровідникових компонентів. Продукти компанії застосовуються у автомобільній промисловості, в системах ідентифікації, освітлення, бездротових технологіях, у мобільних пристроях, побутовій техніці та обчислювальних системах.

## Конкуренти
- Texas Instruments
- STMicroelectronics
- NEC
- Micron Technology
- Infineon Technologies